# Liv Tyler
Liv Rundgren Tyler (Nueva York, 1 de julio de 1977), más conocida como Liv Tyler, es una actriz de cine y modelo estadounidense, famosa principalmente por protagonizar la película Belleza robada (1996), y por su papel como la doncella elfa Arwen en la adaptación cinematográfica de El Señor de los Anillos (2001-2003).
Liv es hija de Steven Tyler, el vocalista de Aerosmith, hecho que conoció a los nueve años, pues creció pensando que su padre biológico era el músico Todd Rundgren; y de Bebe Buell, una modelo, groupie de Aerosmith en los años 1970. Comenzó una incipiente carrera como modelo a los catorce, pero después de menos de un año decidió centrarse en la actuación. Sus primeros pasos como actriz los dio precisamente de la mano de su recién conocido padre: apareció en el vídeo de la canción «Crazy» de Aerosmith.
Hizo su debut cinematográfico en la película Silent Fall (1994). Luego apareció en papeles secundarios en Empire Records (1995), Heavy (1995) y That Thing You Do! (1996). Ese mismo año logró el reconocimiento de la crítica por el principal papel de Belleza robada (1996), del director italiano Bernardo Bertolucci. A pesar de ello, Liv Tyler siguió interpretando papeles secundarios, como los de Inventing the Abbotts (1997), Armageddon (1998) o Cookie's Fortune (1999); hasta que finalmente logró el reconocimiento internacional del gran público como resultado de su interpretación de Arwen en la adaptación cinematográfica de la novela El Señor de los Anillos. Tras ese éxito ha aparecido en diversas películas, entre ellas la comedia Jersey Girl (2004), la película independiente Lonesome Jim (2005), el drama Reign Over Me (2007), la película de terror Los extraños (2008) y la de ciencia ficción The Incredible Hulk (2008).
Liv Tyler estuvo casada con el músico Royston Langdon, con el que tiene un hijo llamado Milo, pero se separaron en 2008. El padre de su segundo hijo Sailor y de su hija Lula, es el empresario Dave Gardner. Es medio hermana de la modelo Mia Tyler. Aparte de su carrera como actriz, es modelo y realiza campañas para la línea de perfumes y cosmética Very Irresistible, de Givenchy. Desde 2003, Tyler ha colaborado con el Fondo de las Naciones Unidas para la Infancia (UNICEF) como embajadora de buena voluntad para los Estados Unidos.

## Primeros años
Liv, nacida el 1 de julio de 1977 en el Hospital Monte Sinaí de Nueva York, fue la hija primogénita de Bebe Buell, una modelo, cantante y playmate (miss noviembre de 1974 en la revista Playboy). Su madre le puso su nombre por la actriz noruega Liv Ullmann, tras ver a Ullmann en la portada del 5 de marzo de 1977 de la TV Guide.
Al nacer la niña, Buell alegó que la estrella de rock Todd Rundgren era el padre biológico de Liv, por lo que durante su infancia llevó el nombre Liv Rundgren. A la edad de diez años, en 1987, Liv descubrió que en realidad era hija de Steven Tyler, el cantante de Aerosmith, tras reunirse con él durante un concierto y darse cuenta del parecido físico que compartía con él y con su otra hija, Mia. Cuando la niña preguntó sobre esos parecidos, su madre le reveló el secreto. La verdad sobre la paternidad de Tyler no se hizo pública, sin embargo, hasta 1991, cuando Liv cambió su apellido de Rundgren a Tyler, aunque conservando el primero como un segundo nombre. La razón dada por Buell a Liv para justificar la decisión de mentirle sobre su padre fue que Steven Tyler era demasiado adicto a las drogas en el momento de su nacimiento. Desde que se supo la verdad sobre su paternidad, Liv y Steven han desarrollado una estrecha relación; que ha incluido trabajar juntos profesionalmente en un par de ocasiones: en primer lugar en el vídeo musical de «Crazy», que Liv Tyler protagonizó con dieciséis años en 1993. En segundo lugar cuando Aerosmith interpretó muchas de las canciones de la banda sonora de la película Armageddon (1998), coprotagonizada por Liv Tyler.
Liv cuenta por el lado de su padre (de nacimiento Steven Victor Tallarico) con un octavo de ascendencia italiana, alemana, polaca/rusa y estadounidense (probablemente de una familia originariamente inglesa); y con tres medio hermanos: la mencionada Mia Abagale (n. 1978), Chelsea Anna (n. 1989) y Taj Monroe (n. 1991). Su abuela materna, Dorothea Johnson, fundó la Escuela de Protocolo de Washington.
Liv asistió a dos escuelas en Virginia, Breakwater y Waynflete, en Portland (Maine), antes de regresar con su madre a Nueva York a los doce años. A los catorce se le diagnosticó dislexia y un trastorno por déficit de atención con hiperactividad, que la obliga a tomar Ritalin desde entonces. Cursó la secundaria en la escuela preparatoria York, en la que su madre confirmó que podían atender la hiperactividad de Liv. Se graduó en 1995, y dejó los estudios para continuar su carrera como actriz. Interrogada sobre la forma en que pasó sus primeros años de vida, Tyler declaró: «Para mí que no tuve mucha infancia siendo adolescente, porque he trabajado desde los catorce. Pero eso también me mantuvo alejada de los problemas. Cuando todo el mundo se dedicaba al ácido y a salir de fiesta como locos, yo estaba trabajando en una película en la Toscana... he tenido mi propia diversión, por supuesto, pero eran otro tipo de cosas. No me arrepiento. Me encanta la forma en que ha transcurrido mi vida».

## Carrera

### Primeros trabajos
A la edad de 14 años, Tyler abordó su primer trabajo de modelo con la ayuda de Paulina Porizkova, que sacó fotos de Liv que acabaron en la revista Interview. En noviembre de 1992 protagonizó la portada de la revista Seventeen. Sin embargo, se aburrió de su carrera como modelo menos de un año después de empezarla y decidió introducirese en la actuación, de lo que nunca había tomado clases. Tyler se dio a conocer a la audiencia de televisión cuando apareció con 17 años en el célebre vídeo de Aerosmith de la canción «Crazy» (1994), junto a la entonces también muy joven actriz Alicia Silverstone. Ambas protagonizan un clip en el que dos adolescentes salen del colegio ataviadas al uso para vivir una aventura que pasa por un local de strippers y un baño sugerente en el río.
Tyler hizo su debut cinematográfico en la película Un testigo en silencio (1994), donde interpretó a la hermana mayor de un niño autista. En 1995 actuó en la comedia Empire Records. Tyler ha descrito Empire Records como «una de las mejores experiencias» que ha tenido. Poco después obtuvo un papel secundario en el drama de James Mangold Heavy (1996) como Callie, una joven e ingenua camarera. La película recibió críticas favorables; y en concreto sobre la interpretación de Tyler el crítico Janet Maslin señaló: «la Sra. Tyler [...] ofrece una interpretación encantadoramente ingenua, sin traicionar su autoconsciencia de su belleza exuberante».

### Éxito cinematográfico
Tyler tuvo su primer papel importante en Belleza robada (1996), en la que interpretó a Lucy Harmon, una adolescente inocente y romántica que viaja a Italia con la intención de perder su virginidad. La película recibió toda clase de críticas, tanto favorables como desfavorables pero la actuación de Tyler fue vista favorablemente por la crítica; Variety escribió: «Tyler es la cómplice perfecta. Dulcemente torpe a veces, compuesta y serena otras, la actriz parece responder sin esfuerzo y de manera intuitiva a la cámara, creando una rica sensación de lo que Lucy es, a menudo más allá de lo explícito en el diálogo». Imperio señaló que «Liv Tyler (en este caso se asemeja a una radiante joven, alta y delgada Ava Gardner), con una rara facilidad para enamorar, un rol que capitaliza con calma». La película fue dirigida por Bernardo Bertolucci, quien escogió a Tyler para el papel después de reunirse con una serie de chicas jóvenes en Los Ángeles, incluyendo el vídeo musical que Tyler coprotagoniza con Alicia Silverstone. Bertolucci afirmó: «Había algo que ninguna más poseía». Más tarde admitió que lo que vio en Tyler era una seriedad que describió como «un aura de Nueva York». Durante la promoción de la película, Tyler admitió que durante la producción quería separarse de su personaje, «Traté jodidamente de no pensar en mi propia situación, pero en un momento dado, después de una toma, me puse a llorar y llorar. Recordé como me sentí cuando conocí a mi papá y cómo nos quedamos mirando el uno al otro desde la cabeza hasta los pies pasando por todos los rincones».
Ese mismo año apareció en That Thing You Do! (1996), una película sobre una banda ficticia de rock, una «one hit wonder» (banda de un solo éxito) llamada The Oneders, tras su ascenso relámpago a la cima de las listas de éxitos, y justo después, su caída de nuevo a la oscuridad. La película fue escrita y dirigida por Tom Hanks. Se recaudaron más de 25 millones de dólares a nivel mundial, y fue recibida con críticas favorables. Al año siguiente, ella apareció en Inventing the Abbotts (1997), en la que interpretaba a la hija de los personajes de Will Patton y Barbara Williams. La película está basada en un cuento de Sue Miller. Entertainment Weekly consideró a Tyler en ese papel como «hermosa y flexible». Ese mismo año, Tyler fue elegida por la revista People como una de las 50 personas más atractivas del mundo.

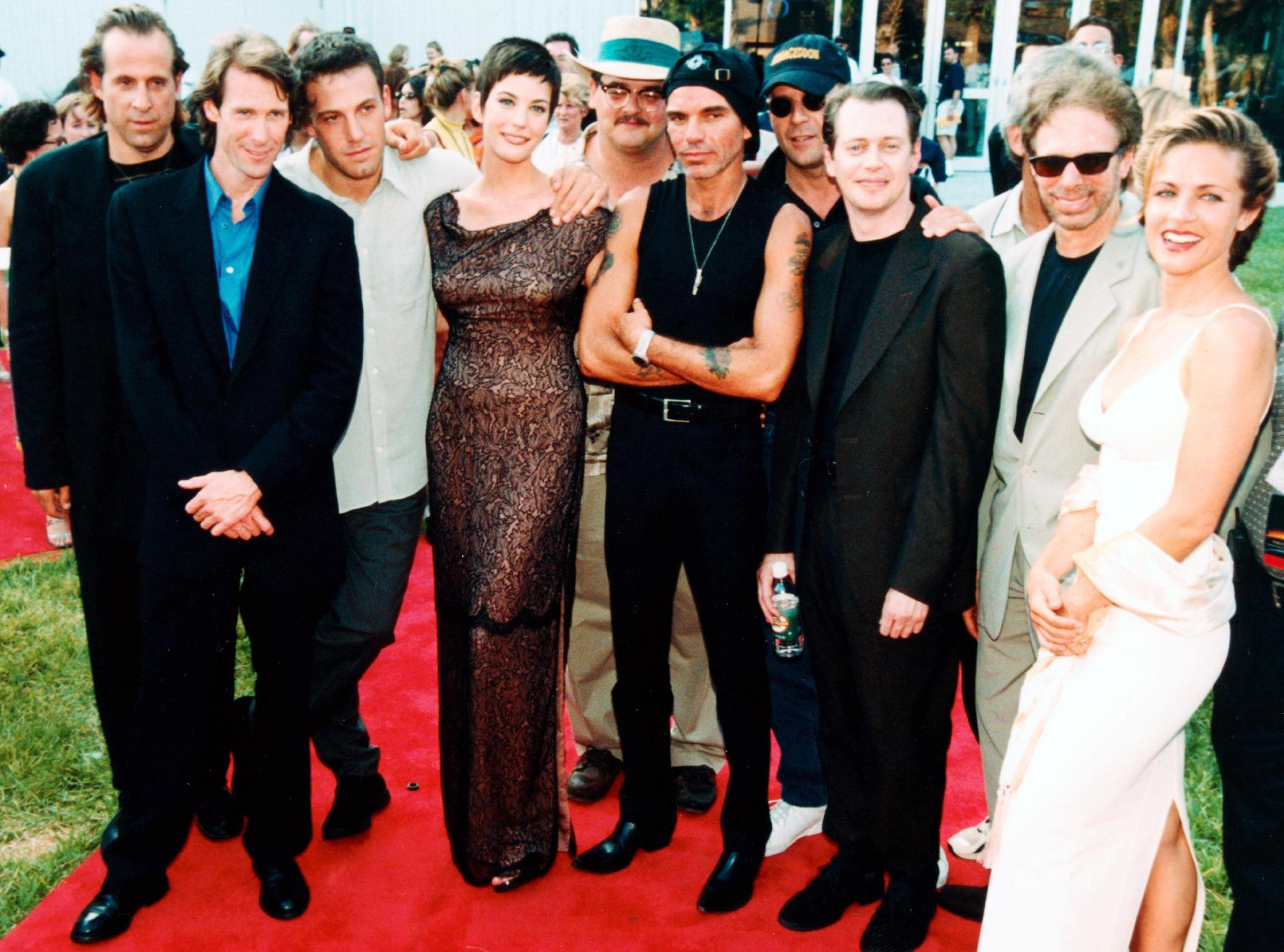
Reparto y equipo de la película Armageddon, posando en la première mundial: Peter Stormare, el director Michael Bay, Ben Affleck, Liv Tyler, Ken Campbell, Billy Bob Thornton, Bruce Willis, Steve Buscemi, el productor Jerry Bruckheimer y Jessica Steen. La proyección se llevó a cabo en una sala construida al efecto en el Centro Apollo/Saturn V, en el Centro Espacial Kennedy, localización de parte de la película. El estreno terminó con una fiesta privada en la que actuó el grupo Aerosmith.

Tyler apareció después en Armageddon (1998), donde interpretó a la hija del personaje de Bruce Willis, y novia del personaje de Ben Affleck. La película generó opiniones encontradas, pero fue un éxito de taquilla al ganar 553 millones dólares en todo el mundo. La película incluye las canciones «I Don't Wanna Miss a Thing» y «What Kind of Love Are You On?», de Aerosmith. En una entrevista en 2001 con The Guardian, admitió haber rechazado ese papel: «Yo no quería hacerlo en un primer momento y lo rechacé un par de veces, pero la principal razón por la cual cambié de opinión fue porque me daba miedo. Por eso quise probarlo. Me refiero a que yo no estoy en esto para hacer cosas increíbles en mi carrera. Sólo quiero que sea especial cuando hago una película».
Fue seleccionada para el reparto del drama Onegin (1999), una película basada en la novela en verso homónima rusa de Aleksandr Pushkin, en la que interpretó a Tatyana Lárina y que coprotagonizó con Ralph Fiennes. A Tyler se la requirió interpretar su personaje con acento inglés, aunque Stephen Holden de The New York Times consideró que su aproximación al mismo fue «inerte». La película fue un fracaso financiero y de crítica. Ese mismo año apareció en la comedia histórica Plunkett y Macleane.
Más tarde apareció en dos películas dirigidas por Robert Altman: Cookie's Fortune (1999) y Dr. T y las mujeres (2000). En Cookie's Fortune, formaba parte de un reparto coral que incluía a Glenn Close, Julianne Moore, Chris O'Donnell y Patricia Neal. Su actuación fue bien recibida por los críticos; Salon.com anotó: «es la primera vez que la actuación de Tyler está a la altura de su belleza (siempre había sido un poco dejada). Altman la ayuda a encontrar algo de chispa, pero una chispa relajada y tonta, como en el sonido de dibujos que hace cuando se toma a mediodía un trago de bourbon. La genialidad perezosa de la película se resume en el modo en que Emma (el personaje de Tyler) se apresta a nadar con su sombrero de cowboy y una pinta de Wild Turkey». Entertainment Weekly también señaló que Tyler es «dulcemente áspera como un perturbador marimacho». En la comedia romántica Dr. T y las mujeres interpreta a Marilyn, una paciente ginecológica del personaje de Richard Gere, y amante lesbiana de su hija, interpretada por Kate Hudson.
En 2001, Tyler interpretó el objeto de la infatuación de tres hombres (Matt Dillon, John Goodman y Paul Reiser) en la comedia negra One Night at McCool's. Hablando sobre el papel, Liv declaró: «este es definitivamente el primer sitio donde me he tenido que sentir tan físicamente y otros me han sentido tan físicamente. Puede que no sea duro para otros, pero sí un poco para mi. Quiero decir que amo mi cuerpo y me siento muy confortable en mi piel, pero esto fue severo». Peter Travers de Rolling Stone escribió: «Tyler, una verdadera belleza, da al papel un valiente intento, pero su rango es demasiado limitado para representar esta amalgama de perfección femenina».

### Arwen enEl Señor de los Anillos

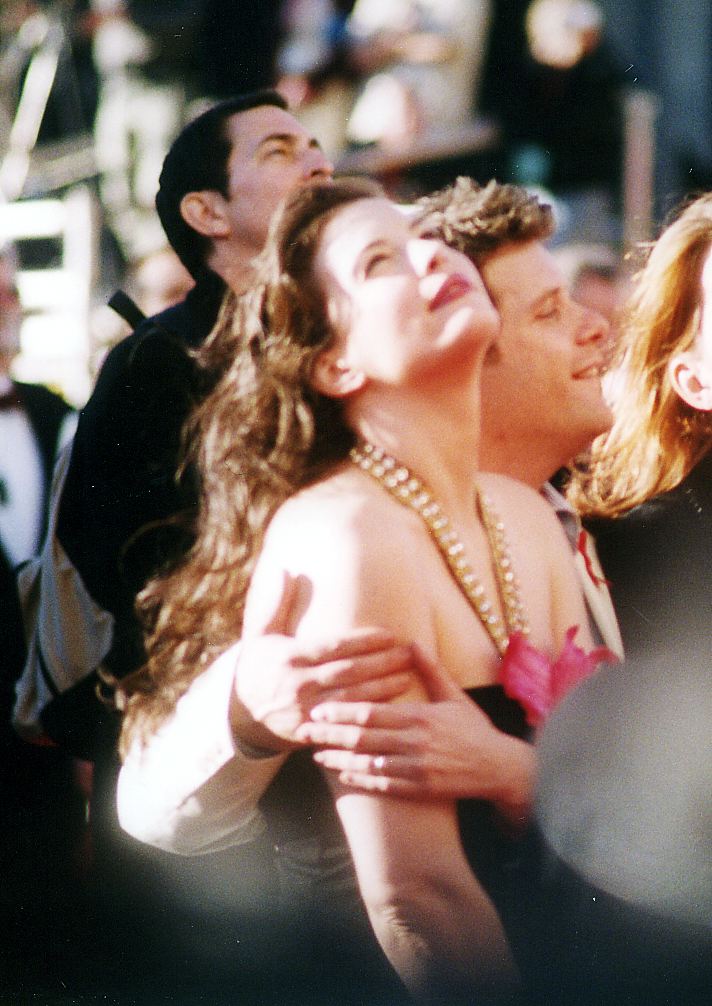
Liv y Sean Astin en la première mundial de El retorno del Rey en Wellington en 2003.

También en 2001, se estrenó la película El Señor de los Anillos: la Comunidad del Anillo, primera de la trilogía basada en El Señor de los Anillos, de J. R. R. Tolkien, dirigida por Peter Jackson y rodada conjuntamente en Nueva Zelanda en los años precedentes. Interpretó a la doncella medioelfa Arwen Undómiel. Jackson y su equipo tantearon a Tyler tras ver su actuación en Plunkett y Macleane. Para usarla en parte de los diálogos aprendió a hablar una de las ficticias lenguas élficas creadas por Tolkien. Mick LaSalle del San Francisco Chronicle anotó que la actuación de Tyler fue «adorable y honesta».
Un año más tarde, en 2002, se estrenó El Señor de los Anillos: las dos torres, segunda entrega de la serie. La película recibió críticas favorables. Tyler pasó varios meses aprendiendo esgrima para la escena de batalla final de Las dos torres, pero sus escenas de la batalla fueron cortadas tras un cambio en el guion. La película fue un gigantesco éxito de taquilla, ingresando más de 926 millones de dólares en todo el mundo, superando a su predecesora, que había ingresado más de 871 millones.
En 2003, Tyler apareció también en la tercera y última entrega de la serie, El Señor de los Anillos: el retorno del Rey.

### Etapa más reciente
Tras los éxitos de El Señor de los Anillos, apareció de nuevo con su contraparte en Armageddon, el actor Ben Affleck, en Una chica de Jersey (2004), una comedia romántica escrita y dirigida por Kevin Smith, interpretando a una mujer que recupera para el amor el corazón de un padre viudo (Affleck). En una entrevista para MTV News, Tyler confesó que se sentía «atemorizada y vulnerable» mientras filmaba Una chica de Jersey, añadiendo «estaba tan acostumbrada a esos otros elementos del personaje [Arwen]. En El Señor de los Anillos, se hacían muchas cosas en postproducción, mientras que ésta era sólo sobre mi y Ben allí sentados, simplemente soltando el diálogo». Sin embargo, reiteraba que rodar Una chica de Jersey era lo que había querido hacer.
En 2005, apareció en el drama independiente de Steve Buscemi Lonesome Jim, en la que actuó junto a Casey Affleck, interpretando a una enfermera y madre soltera que se reencuentra con una vieja aventura que había regresado a su pequeña ciudad de Indiana tras una escapada fallida como novelista a Nueva York. La película fue proyectada en una gala especial del Festival de Cine de Sundance de 2005, donde fue nominada para el Gran Premio del Jurado. La siguiente aparición ciematográfica de Tyler fue en un papel secundario como una perspicaz terapeuta que intenta ayudar a un dentista antes de renombre (Adam Sandler) a hacer frente a la pérdida de su familia en los atentados del 11 de septiembre de 2001 en Reign Over Me (2007).
En 2008 protagonizó con Scott Speedman el thriller de terror Los extraños, un filme sobre una joven pareja aterrorizada una noche por tres asaltantes enmascarados en su remota casa de campo. Aunque la película cosechó una recepción mixta entre los críticos, fue un éxito de taquilla. En una entrevista para Entertainment Weekly, Tyler señaló que Los extraños fue el papel más exigente de su carrera: «lo fue en cuanto que pude ponerme a mi misma en todos los modos: físicamente, emocionalmente, mentalmente». El mismo año apareció en The Incredible Hulk, en la que interpretó a la doctora Betty Ross, interés amoroso del protagonista, interpretado por Edward Norton. Tyler se sintió atraída por la historia de amor del guion, y era fan de la serie de televisión. Dijo que filmarla fue «muy físico, lo que fue divertido», y comparó su actuación con «un ciervo atrapado por los faros». The Incredible Hulk fue un éxito de taquilla, ganando más de 262 millones de dólares en todo el mundo. The Washington Post, en una crítica de la película, publicó: «Tyler da a Betty una apropiada nube angelical de gentileza etérea como la Bella que puede domar a la Bestia... durante sus encuentros más cruciales». También puso voz a su personaje en el videojuego basado en la película.
Tyler apareció en dos películas estrenadas en 2011: Super y The Ledge. En abril de 2011, la editorial Rodale anunció que Tyler y su abuela Dorothea Johnson, una notoria experta en etiqueta, habían escrito un libro titulado Modern Manners (‘modales modernos’). Rodale planeaba publicar el libro en mayo de 2012.
En 2014 apareció en Space Station 76, una película dirigida por Jack Plotnick, junto a los actores Matthew Bomer y Patrick Wilson. En junio de ese año Tyler empezó a aparecer regularmente como Megan Abbot en una serie de HBO titulada The Leftovers.

## Vida privada

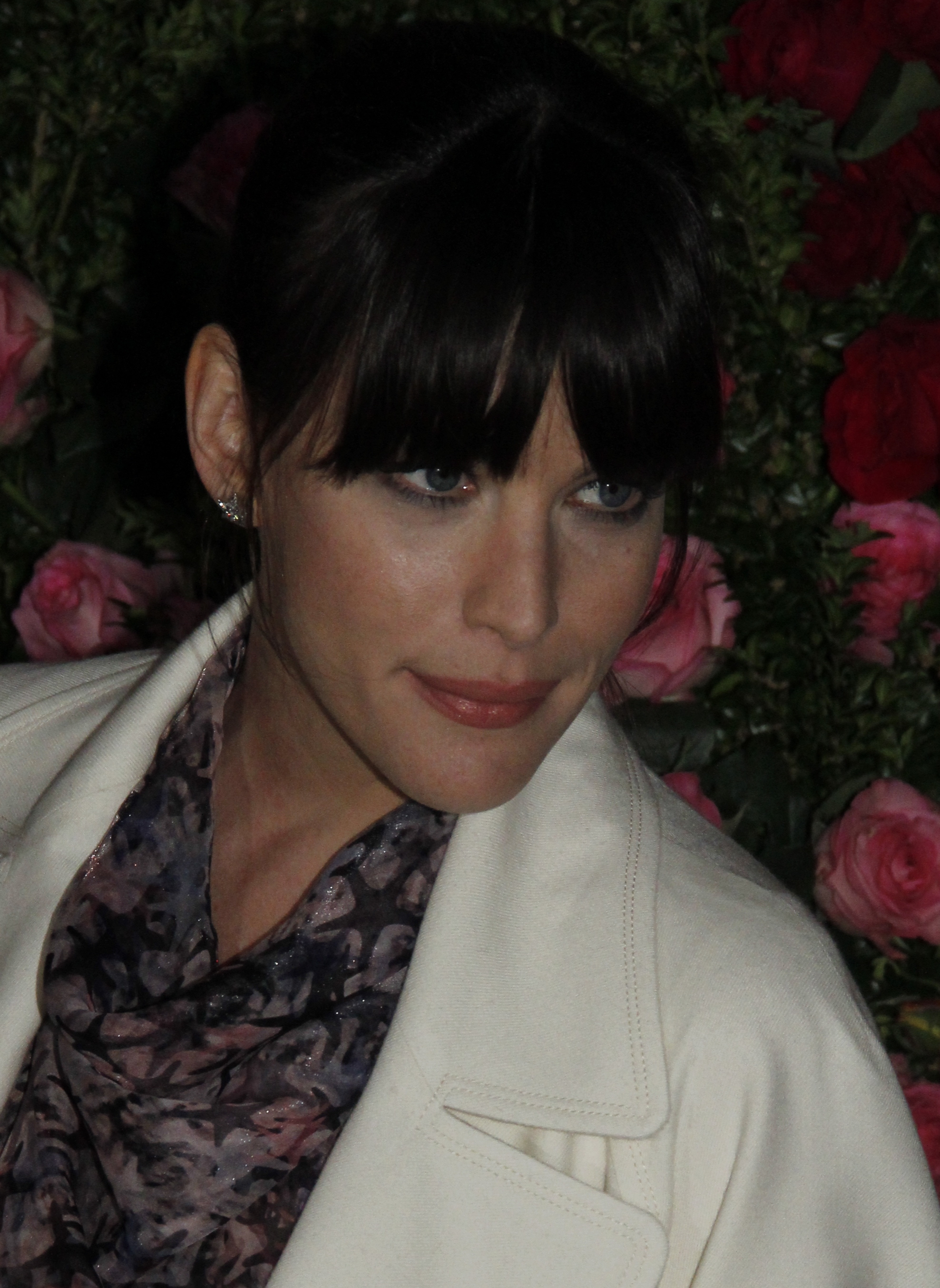
Liv Tyler en la cena de artistas del 7.º Festival de Cine Anual Chanel Tribeca, en abril de 2012.

Tras ser pareja durante tres años del actor Joaquin Phoenix, su compañero de reparto en Inventing the Abbotts, Liv empezó a salir en 1998 con el músico británico Royston Langdon, de la banda Spacehog. Langdon y ella se comprometieron en febrero de 2001, y se casaron en las Barbados el 25 de marzo de 2003. El 14 de diciembre de 2004, Liv dio a luz al hijo de la pareja, Milo William Langdon. El 8 de mayo de 2008 la pareja confirmó por medio de sus representantes que se separarían, manteniendo su amistad. En una entrevista para The Daily Telegraph de Australia, Tyler reveló que su separación de Langdon la llevó a mudarse a Los Ángeles, explicando que era demasiado duro estar en el hogar de Manhattan que habían compartido. En junio de 2010, Tyler afirmó que era «de lejos demasiado sensible» para las citas informales, añadiendo «me enamoro de higos a brevas» (lit. «once in a blue moon»). En septiembre de 2014, Tyler confirmó que estaba embarazada de su segundo hijo; el padre es el empresario de deportes y entretenimiento David Gardner.
El segundo hijo de Liv nació el 11 de febrero de 2015, seis semanas antes de tiempo.
En enero de 2016, Liv anunció que esperaba su tercer hijo de David Gardner, y el 11 de julio de 2016 nació su hija Lula Rose Gardner.
Tyler es activista del Fondo de Naciones Unidas para la Infancia (UNICEF). Fue nombrada embajadora de buena voluntad de los Estados Unidos en 2003. En noviembre de 2004 presentó el encendido del copo de nieve de Unicef en Nueva York. Tyler también hizo de presentadora de la promoción de Givenchy para el Día de la Madre de 2004, en apoyo de la campaña de Unicef contra el tétanos materno y neonatal.
Desde 2004 dona dinero al Women's Cancer Research Fund para apoyar la investigación innovadora, la educación y cualquier actuación destinada al desarrollo de aproximaciones más eficaces al diagnóstico temprano, tratamiento y prevención de todos los cánceres femeninos. En octubre de 2007, Tyler, junto a su madre Bebe Buell y su abuela Dorothea Johnson, ayudó al lanzamiento de la bebida energética rosa de Emergen-C, evento en conmemoración del mes para la prevención del cáncer de mama.
Liv es buena amiga de la diseñadora Stella McCartney, la modelo Helena Christensen y las actrices Kate Hudson, Chloë Sevigny y Gwyneth Paltrow. Tyler fue vegana durante un tiempo, pero volvió a comer carne. En 2003 tomó la portavocía de los perfumes y cosméticos Givenchy. En 2005 la marca bautizó con su nombre un cultivar de rosa empleado en una de sus fragancias. En 2009, Tyler firmó dos años más como portavoz de Givenchy. El 8 de diciembre de 2011, Givenchy anunció una colaboración publicitaria con Sony Music; en el vídeo resultante del acuerdo, publicado el 7 de febrero de 2012, Liv versiona «Need You Tonight», de INXS.

## Filmografía

### Cine
| Año  | Película                                         | Rol                             |
| ---- | ------------------------------------------------ | ------------------------------- |
| 1994 | Silent Fall                                      | Sylvie Warden                   |
| 1995 | Empire Records                                   | Corey Mason                     |
| 1995 | Heavy                                            | Callie                          |
| 1996 | That Thing You Do!                               | Faye Dolan                      |
| 1996 | Belleza robada                                   | Lucy Harmon                     |
| 1997 | U Turn                                           | «Chica de la parada de autobús» |
| 1997 | Inventing the Abbotts                            | Pamela Abbott                   |
| 1998 | Armageddon                                       | Grace Stamper                   |
| 1999 | Onegin                                           | Tatyana Larina                  |
| 1999 | Cookie's Fortune                                 | Emma Duvall                     |
| 1999 | Plunkett y Macleane                              | Lady Rebecca Gibson             |
| 2000 | Dr. T y las mujeres                              | Marilyn                         |
| 2001 | El Señor de los Anillos: la Comunidad del Anillo | Arwen                           |
| 2001 | Divina pero peligrosa                            | Jewel                           |
| 2002 | El Señor de los Anillos: las dos torres          | Arwen                           |
| 2003 | El Señor de los Anillos: el retorno del Rey      | Arwen                           |
| 2004 | Jersey Girl                                      | Maya                            |
| 2005 | Lonesome Jim                                     | Anika                           |
| 2007 | Reign Over Me                                    | Dra. Angela Oakhurst            |
| 2008 | Smother                                          | Clare Cooper                    |
| 2008 | The Incredible Hulk                              | Betty Ross                      |
| 2008 | Los extraños                                     | Kristen McKay                   |
| 2011 | The Ledge                                        | Shana Harris                    |
| 2011 | Super                                            | Sarah Helgeland                 |
| 2012 | Robot & Frank                                    | Madison                         |
| 2014 | Space Station 76                                 | Jessica Marlowe                 |
| 2014 | Jamie Marks Is Dead                              | Linda                           |
| 2015 | Los extraños: cacería nocturna                   | Kristen McKay                   |
| 2018 | Wildling                                         | Ellen Cooper                    |
| 2019 | Ad Astra                                         | Eve McBride                     |
| 2025 | Captain America: Brave New World                 | Betty Ross                      |

### Televisión
| Año       | Serie            | Rol                       | Notas                      | Ref.   |
| --------- | ---------------- | ------------------------- | -------------------------- | ------ |
| 2014-2017 | The Leftovers    | Meg Abbott                | Protagonista, 13 episodios | [ 85 ] |
| 2017      | Gunpowder        | Anne Vaux                 | Protagonista; 3 episodios  | [ 86 ] |
| 2018-2019 | Harlots          | Lady Isabella Fitzwilliam | Protagonista; 16 episodios | [ 87 ] |
| 2020      | 9-1-1: Lone Star | Michelle Blake            | Protagonista (temporada 1) | [ 88 ] |

## Premios
Premios del Sindicato de Actores
| Año  | Categoría     | Película                                         | Resultado |
| ---- | ------------- | ------------------------------------------------ | --------- |
| 2001 | Mejor reparto | El Señor de los Anillos: la Comunidad del Anillo | Nominada  |
| 2002 | Mejor reparto | El Señor de los Anillos: las dos torres          | Nominada  |
| 2003 | Mejor reparto | El Señor de los Anillos: el retorno del Rey      | Ganadora  |

## Discografía

### Sencillos
- 2012: "Need You Tonight" (Music Of Very Irresistible Givenchy Electric Rose) INXS.